# Viva Piñata: Trouble in Paradise
Viva Piñata: Trouble in Paradise é um jogo eletrônico de simulação de vida de 2008 desenvolvido pela Rare e publicado pela Microsoft Studios para o Xbox 360. Fazendo parte da série Viva Piñata, o jogo é construído com base em seu predecessor, no qual o jogador cuida de um jardim e de pinhatas que vêm morar nele. Novos recursos incluem um modo cooperativo, um novo enredo, tipos adicionais de pinhatas, suporte à Xbox Live Vision Camera e duas novas áreas para capturar pinhatas.
A Microsoft considerou Viva Piñata um sucesso e a equipe de desenvolvimento da sequência procurou fazer uma versão mais definitiva do original. A equipe reutilizou grande parte da infraestrutura de desenvolvimento de seu antecessor e esgotou suas ideias de jogabilidade para o conceito de jardinagem de uma pinhata. Após seu lançamento em setembro de 2008, o jogo recebeu críticas geralmente favoráveis. Críticos consideraram o jogo mais acessível aos novatos e uma melhoria valiosa em relação ao original, mas no geral mais perto de uma expansão do que de uma sequência única. Os ajustes no design do jogo foram elogiados, mas o modo multijogador e a integração da câmera tiveram recepção mista. Críticos também questionaram se a sequência atrairia novos jogadores para a franquia. Trouble in Paradise foi posteriormente incluído na compilação retrospectiva da Rare para o Xbox One, Rare Replay (2015).

## Jogabilidade

Dois jogadores, indicados pela pá e pelo regador, fazendo jardinagem em equipe

Com exceção de alguns novos recursos, Trouble in Paradise é quase idêntico ao seu antecessor, Viva Piñata de 2006, na jogabilidade: o jogador atua como um jardineiro cuja terra é visitada por criaturas em forma de pinhata. As criaturas são estilizadas como pinhatas, mas têm qualidades de animais. Os tipos de criaturas incluem cavalos, guaxinins, raposas, sapos e abelhas, bem como novas espécies como joaninhas, caranguejos, lagartixas, gorilas e abutres. O jogador planta sementes, cuida de plantas e cava lagos dentro dos limites do jardim. Novos tipos de criaturas em forma de pinhata visitam e eventualmente passam a residir no jardim quando certos pré-requisitos são atendidos. Por exemplo, uma pinhata pode ser atraída por um jardim com uma planta específica, tipo de pinhata ou quantidade de solo. O jogador usa uma enciclopédia no jogo para aprender as preferências de cada tipo de pinhata, que crescem em complexidade: criaturas avançadas requerem mudanças mais transformadoras no jardim ou em muitas outras pinhatas para comer. Quando várias pinhatas são satisfeitas, o jogador pode criar um "romance" entre duas para fazer uma pinhata bebê. O jogador continua a cultivar o jardim e as criaturas em forma de pinhata para crescer em nível de experiência e desbloquear atualizações para o tamanho do jardim e para as ferramentas de jardinagem. Também tem uma loja dentro do jogo que vende sementes, itens e atualizações. Ambos os jogos são renderizados no mesmo motor de jogo e seus lançamentos de suporte são os mesmos. O recurso de presentes online de pinhatas do primeiro jogo retorna em Trouble in Paradise.
Juntamente com os mesmos mecanismos do jogo anterior, está um novo enredo, um modo multijogador cooperativo, suporte para Xbox Live Vision Camera, 32 novos tipos de criaturas em forma de pinhata e duas áreas separadas para capturar pinhatas. Essas últimas áreas — "Dessert Desert" e "Piñarctic" — permitem que o jogador arme armadilhas para as pinhatas ambulantes caçarem, capturarem e voltarem ao jardim. Em um nível de experiência posterior do jogador, o jogador pode adicionar areia e gelo ao seu jardim principal para as pinhatas. No novo enredo, o jogador deve repovoar um banco de dados de informações da pinhata que foi apagada de forma maliciosa. Trouble in Paradise inclui novos desafios nos quais o jogador encontra e se entrega a uma pinhata específica com ações de sua preferência, de forma que a pinhata pode ser enviada alegremente para uma festa em algum lugar ao redor do mundo. O jogo também adiciona minijogos de desfile de moda e de corrida de rolagem lateral. Um novo "Trick Stick" permite que os jogadores ensinem as pinhatas a realizar novos truques. Até quatro jogadores podem se juntar no Xbox Live para cultivar o mesmo terreno. O dono do terreno pode definir restrições sobre o que outros jogadores podem acessar. Até dois jogadores podem se juntar localmente no mesmo Xbox 360. O modo "Just for Fun" adicional do jogo é projetado para crianças mais novas, eliminando restrições monetárias, pinhatas malignas e personagens rufiões que poderiam frustrar o jogador. Essas pinhatas "azedas" e maliciosas, que contêm versões malignas de toupeiras, crocodilos, lobos e corvos, bem como novas espécies azedas, como gambás e escorpiões, tentam envenenar as outras pinhatas, elas podem ser domesticadas para se juntarem pacificamente às do jogador no jardim. Os jogadores podem usar a Xbox Live Vision Camera para escanear cartões colecionáveis e desbloquear pinhatas e itens. Novos controles foram adicionados para agilizar as interações da interface do jogador, e uma tabela de classificação adicionada para os jogadores compararem seu progresso.

## Desenvolvimento
Quando a Rare lançou o Viva Piñata original para o Xbox 360 em 2006, sua equipe de desenvolvimento o considerou incompleto. Os desenvolvedores cortaram ideias parciais do lançamento para cumprir seus prazos. Gregg Mayles, da Rare, disse que o jogo vendeu bem e de forma constante no nível de suas expectativas, e Phil Spencer, da Xbox, acrescentou que o jogo foi considerado um sucesso dentro da empresa. A equipe incorporou o parecer do jogador e trabalhou para uma "versão mais definitiva" do original. Mayles deixou a equipe para trabalhar em Banjo-Kazooie: Nuts & Bolts e Justin Cook se tornou o designer-chefe da equipe. A sequência foi construída sobre o original e os desenvolvedores reutilizaram muitas das ferramentas de desenvolvimento do jogo original. Tanto na sequência quanto no original, a equipe de desenvolvimento se ofereceu para gravar os sons usados para as pinhatas. Uma das novas ideias da equipe foi a "Piñata Vision", um recurso que detecta cartões impressos por meio da câmera do Xbox para mudar o ambiente do jogo (por exemplo, adicionar pinhatas ou alterar o clima). Perto da época do lançamento da sequência, Mayles da Rare percebeu que a equipe provavelmente não teria ideias novas para o jogo o suficiente para justificar uma sequência de Trouble in Paradise, embora Cook tenha dito que trabalharia na interface da loja do jogo se tivesse mais tempo. Trouble in Paradise foi lançado na América do Norte em 2 de setembro de 2008 e na Europa três dias depois. Os dois jogos de console de Viva Piñata foram posteriormente relançados na compilação de jogos da Rare 2015, Rare Replay, mas o servidor que controlava os seus recursos de compartilhamento de pinhatas havia sido encerrado nessa época. Em junho de 2019, ambos os jogos foram aprimorados para rodar na resolução 4K no Xbox One X.

## Recepção
Trouble in Paradise recebeu críticas "geralmente favoráveis", de acordo com o agregador de análises de jogos eletrônicos Metacritic. Críticos acharam seu antecessor surpreendentemente envolvente, e pensaram que as adições em Trouble in Paradise tornaram o lançamento definitivo de Viva Piñata. Eles concordaram que as mudanças tornaram o jogo mais amigável para novos jogadores e crianças. Apesar de elogiarem as melhorias do novo jogo, alguns ficaram desapontados porque sua base permaneceu essencialmente inalterada. Outros disseram que Trouble in Paradise parecia uma expansão do jogo original, em vez de uma sequência única.
Críticos elogiaram os novos recursos de Trouble in Paradise. Tom Mc Shea, da GameSpot, pensou que os desafios do jogo da sequência resolveram o problema central do jogo original — a falta de motivação para continuar criando novas espécies, enquanto os desafios direcionam os jogadores a coletar novas espécies. Também apreciou as duas novas áreas de armadilhas por adicionarem à variedade de personagens do jogo, embora não achasse a colocação de armadilhas e o transporte de pinhatas interessantes. Ryan Geddes escreveu à IGN que era errado, mas estranhamente satisfatório, colocar pinhatas em cativeiro. Ele considerou as áreas de armadilha uma boa ideia, mas indesejável como outro obstáculo no processo de aquisição de animais. As características cooperativas de Trouble in Paradise foram elogiadas, mas ele comentou que o modo cooperativo local perdia a maioria dos benefícios de uma multitarefa eficiente. Por outro lado, Mc Shea (GameSpot) sentiu que era estranho estar em ambos os lados da experiência de jardinagem cooperativa, que carece do elemento criativo do jogo quando o visitante é dirigido pelo proprietário do jardim. Em uma crítica à Eurogamer, Tom Bramwell viu uma falta de profundidade na jogabilidade online, tanto em sentimentos de conexões com outras pessoas quanto em como a combinação online se tornou um breve "mostre e conte" de um jardim ao invés de uma troca cruzada como em Animal Crossing ou Spore. Críticos concordaram que o modo cooperativo foi útil para apresentar o jogo a novos jogadores.
Críticos consideraram algumas das adições menores úteis e outras enganosas. Apreciaram os ajustes de interface que economizam tempo e o ritmo geral do lançamento, mas pensaram, por exemplo, que a integração da câmera de visão acrescentou pouco ao jogo. Enquanto a Electronic Gaming Monthly queria mais desenvolvimento da história, Mc Shea (GameSpot) ficou grato que a história permaneceu em segundo plano no jogo. A Electronic Gaming Monthly também comentou que os tempos de carregamento foram melhorados, mas Geddes (IGN) considerou-os "frustrantemente longos". Considerando o início lento do jogo anterior, Bramwell (Eurogamer) pensou que Trouble in Paradise fez um trabalho melhor ao apresentar o jogador ao mundo ao pré-carregar os jardins do jogador com animais, plantas e decorações, e oferecer um tutorial. Ele também se perguntou se o jogo foi longe demais, de muito lento para hiperativo.
Críticos elogiaram os visuais brilhantes e os personagens "fofos" de Trouble in Paradise. Mc Shea (GameSpot) ficou impressionado com o visual do jogo e escreveu que os jogadores continuariam jogando o jogo apenas para desbloquear um vídeo animado com nuances de pinhatas agindo de maneira fofa durante os principais marcos da vida. Ele lembrou os personagens ajudantes humanos como uma exceção, que eram desconcertantes com máscaras assustadoras e dublagem "ofensiva". Geddes (IGN) elogiou o som surround do jogo, mas não a composição de sua trilha sonora, e Mc Shea (GameSpot) considerou a dublagem dura contra o clima tranquilo do jogo.
Mc Shea (GameSpot) nomeou Trouble in Paradise "uma sequência segura de um grande jogo", enquanto Geddes (IGN) concluiu que um pacote de expansão no jogo original teria servido para a mesma função. Mesmo com os controles atualizados em Trouble in Paradise, Bramwell (Eurogamer) preferiu a precisão da caneta da versão de Nintendo DS ou de um mouse de computador, e achou que o jogo poderia ser ainda mais simplificado. No entanto, ele viu o novo lançamento como uma oportunidade mais polida de atrair um público que não foi originalmente convencido pela recepção do primeiro jogo. A Electronic Gaming Monthly disse que os jogadores que odiavam o jogo original não seriam influenciados pela sequência. A equipe de críticos do ano de 2008 da GameSpot nomeou Trouble in Paradise à categoria "Best Game No One Played".